# 保卫延安
《保卫延安》，杜鹏程著，是中国当代文学史上首次大规模正面描写解放战争的长篇小说。初版于1954年，1956年、1958年进行了修订，文化大革命后出版了第四版。1963年曾被中国文化部查禁，1967年更被《人民日报》称为“反党活标本”。
《保卫延安》小说以中国人民解放军一个连队参加青化砭、蟠龙镇、榆林、沙家店等战役为主线，艺术地再现了1947年延安保卫战的历史画面，塑造了解放军各级指战员的英雄形象，揭示了革命英雄主义精神是战争胜利的内在力量这一思想命题。
《保卫延安》规模宏大，激情饱满，语言简洁质朴，风格粗犷雄壮。但有些人物缺乏鲜明个性，显得有些概念化。其中的战争感，来源于作者自己的经历，“在战斗生活中这种对我锤炼、检验、改造和提高的事情，我可以举出五十件、一百件……”。该书继承了《三国演义》、《水浒传》等书的党派化描写，也受到俄罗斯文学的影响。
2019年9月23日，《保卫延安》入选“新中国70年70部长篇小说典藏”。

## 情节
1947年3月，蒋介石命胡宗南以数十万兵力进攻中共中央所在地延安。解放军的一个山西纵队在准备反击接到了撤退命令，但一连战士决定誓死收复延安。
解放军在青化砭设下埋伏，歼敌4000人。彭德怀抓紧时机于5月初发动蟠龙镇攻坚战。连长周大勇奉命领军诱敌北上，他们佯装连打败仗，将敌主引向蟠龙镇北200公里外的绥德。解放军乘机收复了蟠龙镇。
胡宗南为扭转败局，又部署兵力，命关中国军向北，陇东的马家匪徒向东，希望在安塞地区聚歼解放军，但被运动战术击败。之后解放军短期休整后北上，顺利地攻克三岔湾，直赴榆林城下。敌整编三十六师增援榆林，解放军被迫撤退，周大勇掩护部队撤离，自己连却陷入了敌人重重包围。他沉着、勇敢地指挥连队冲破重围，浴血奋战，终于回到陕甘宁边区。
9月中，解放军在西北战场从防御转入反攻了。胡宗南整编三十六师增援榆林后南下，企图决一死战。彭总决定在沙家店地区歼灭敌主力部队。之后，解放军在黄河以南、长江以北，东起苏北、西至汉水的广大原野上开始全面大反攻。五六万国军开始沿无定河向延安方向全线溃退，西北野战军主力南下追击。陈兴允旅长奉命埋伏在九里山，阻击逃往延安的敌军。经过七天七夜的阻击战，击溃了五六万敌人。
九里山一仗，国军溃败。因此，当解放军阻击部队撤退之后，国军顺咸榆公路向南逃去。周大勇已接受了新的任务：乘胜将敌人彻底歼灭于陕甘宁。陕甘宁边区军民在永坪镇岔口村埋伏，全歼了国军两个军部两个师部和五个旅。
“岔口会战”后，营长周大勇奉命率队主攻延安的大门——劳山，继续追歼残敌。

## 评价
- 冯雪峰认为《保卫延安》“是一部英雄战争的史诗，是第一部描绘人民解放战争的辉煌业绩的长篇小说”[3]。